# Here Before
Here Before è un film britannico del 2021 diretto e sceneggiato da Stacey Gregg. Primo lungometraggio diretto Gregg, il film presenta l'attrice Andrea Riseborough nelle vesti di protagonista.

## Trama
Laura, suo marito Brendan e suo figlio Tadhg portano avanti la loro vita a distanza di alcuni anni della morte della piccola Josie, seconda figlia della coppia e sorella minore di Tadhg, deceduta in seguito a un incidente avvenuto mentre il padre era al volante. Quando una nuova famiglia si trasferisce nella casa accanto, Laura fa subito conoscenza di Megan, bambina di 10 anni. La bambina decide fin da subito di voler conquistare l'amicizia della donna: le chiede dapprima un passaggio per tornare a casa da suola, dopo di che accetta il suo invito a cena nonostante Tadhg non gradisca la sua presenza. Alcune frasi pronunciate da Megan inducono Laura a convincersi progressivamente che la bambina sia in realtà la reincarnazione di Josie.
Mentre suo marito inizia a preoccuparsi seriamente e Tadgh inizia a essere sempre più nervoso riguardo la vicenda, Laura cerca di fare amicizia anche coi genitori di Megan, Marie e Chris. Marie in un primo momento sembra tollerare la situazione, ma dopo che Laura accompagna Meghan al parco senza averle chiesto il permesso decide di vietarle di avere ulteriori contatti con sua figlia. Laura disattende l'ordine e decide di portare Megan con sé e Tadgh a fare un giro in macchina nella zona in cui Josie morì: qui Megan rivela alcuni dettagli sulla morte di Josie che non dovrebbe conoscere. Da ciò segue una discussione fra Brendan e Laura: Tadgh, esasperato, decide di recarsi dai vicini per obbligare la bambina a confessare di star mentendo: ne consegue una chiamata alla polizia da parte di Chris e Marie. In seguito a questo evento, Laura chiede a Brendan di andare via di casa per alcuni giorni e cerca di continuare a vedere di nascosto Megan. 
Una mattina, andando a riguardare gli effetti personali di Josie, Laura scopre che Megan era stata all'interno della camera e aveva lasciato una lettera all'interno di un portagioie; subito dopo, la donna decide di fare un'effrazione in casa dei vicini per cercare delle risposte su quanto sta accadendo. Contemporaneamente, Brendan viene contattato telefonicamente da Megan e si presenta a scuola per parlarle, proprio mentre invece Tadgh trova una lettera che la stessa Megan aveva lasciato sotto la loro porta quella mattina. Nelle tre diverse modalità, i tre scoprono la stessa cosa: Megan ha mentito per poter entrare nelle grazie di Laura, che le stava simpatica, ma anche perché aveva scoperto che il suo vero padre è proprio Brendan. Quest'ultimo e Marie avevano infatti tradito i rispettivi partner molti anni prima e da questa dinamica era stata concepita Megan.
Proprio quando Laura ha finito di analizzare alcune foto che le hanno rivelato la verità su quanto accaduto, Marie rientra in casa: Laura la affronta e Marie afferma di aver semplicemente forzato gli eventi affinché la bambina potesse conoscere il suo vero padre, senza sapere che l'uomo avesse già perso un'altra figlia. La discussione degenera e Laura inizia a strangolare Marie, venendo tuttavia interrotta prima che sia troppo tardi proprio dall'arrivo di Megan e Brendan: Megan ferisce infatti Laura con un coccio di vetro pur di salvare sua madre. Un attimo dopo, anche Tadgh e Chris (quest'ultimo era stato avvisato proprio dal ragazzo) arrivano presso l'abitazione. Alcuni mesi dopo, Laura e famiglia sono riusciti finalmente a trovare la serenità, accettando tutti che ormai Josie non è più fra loro.

## Produzione
Il film è stato co-prodotto da BBC Films ed è stato girato nella città di Belfast.

## Distribuzione
Presentato per la prima volta al pubblico nel marzo 2021 durante il festival South of Southwest, il film è stato successivamente distribuito nei cinema britannici e irlandesi a partire dal febbraio 2022.

## Accoglienza

### Pubblico
Il film ha incassato una cifra equivalente a circa 20.793 dollari al botteghino.

### Critica
Sull'aggregatore Rotten Tomatoes il film riceve l'86% delle recensioni professionali positive con un voto medio di 6,5 su 10 basato su 74 critiche, mentre su Metacritic ottiene un punteggio di 69 su 100 basato su 13 critiche.